# Lando Norris
Lando Norris (Bristol, Reino Unido; 13 de noviembre de 1999) es un piloto de automovilismo británico que también posee la nacionalidad belga. Ha sido campeón del Campeonato Mundial de Karting en 2014, de los campeonatos de Eurocopa Fórmula Renault, Fórmula Renault NEC y Toyota Racing Series en 2016, del Campeonato Europeo de Fórmula 3 de la FIA en 2017, y subcampeón del Campeonato de Fórmula 2 de la FIA en 2018, este último como miembro del Programa de Jóvenes Pilotos de McLaren. Desde 2019 es piloto de la escudería McLaren de Fórmula 1, resultando subcampeón en 2024.

## Carrera

### Inicios
Su carrera deportiva comenzó cuando tenía 6 años, en un torneo de karts regional. Entre 2013 y 2014 compitió en campeonatos organizados por CIK-FIA. Entre otros títulos, ganó el Campeonato Mundial KF y se convirtió en el piloto más joven en obtener un título en el Mundial de la CIK-FIA, desde Lewis Hamilton. También compitió en el campeonato de Ginetta Junior; se quedó con el título de debutantes y con el tercer puesto en la general.
En su primer año en monoplazas, 2015, Norris se coronó en el campeonato de F4 británica, y participó en algunas fechas de los torneos de Fórmula 4 Alemana e Italia, donde obtuvo podios. Además ganó dos de las cuatro carreras que compitió en el Trofeo de Invierno de Fórmula 4 BRDC de ese año.

### Fórmula Renault y Fórmula 3
En 2016 participó en Fórmula Renault 2.0 en los campeonatos NEC y Eurocopa con el equipo Josef Kaufmann, donde fue campeón de ambos. Corrió también en Fórmula 3 BRDC, con podios en la mayoría de las carreras en las que participó. Además, en febrero de ese año, se llevó el título de Toyota Racing Series.
Norris fue parte de la última fecha la temporada 2016 de Fórmula 3 Europea, como piloto invitado, y fue confirmado a finales de ese año por el equipo Carlin Motorsport para toda la temporada siguiente.
Debutó en esta con pole, vuelta rápida y victoria en la primera carrera de Silverstone. Volvió a la victoria en Monza y Norisring, y ganó 6 de las 9 carreras en las rondas sucesivas de Spa, Zandvoort y Nürburgring. Finalmente se consagró con 441 puntos, sobre 388 del sueco Joel Eriksson y 383 del alemán Maximilian Günther.

### Campeonato de Fórmula 2 de la FIA

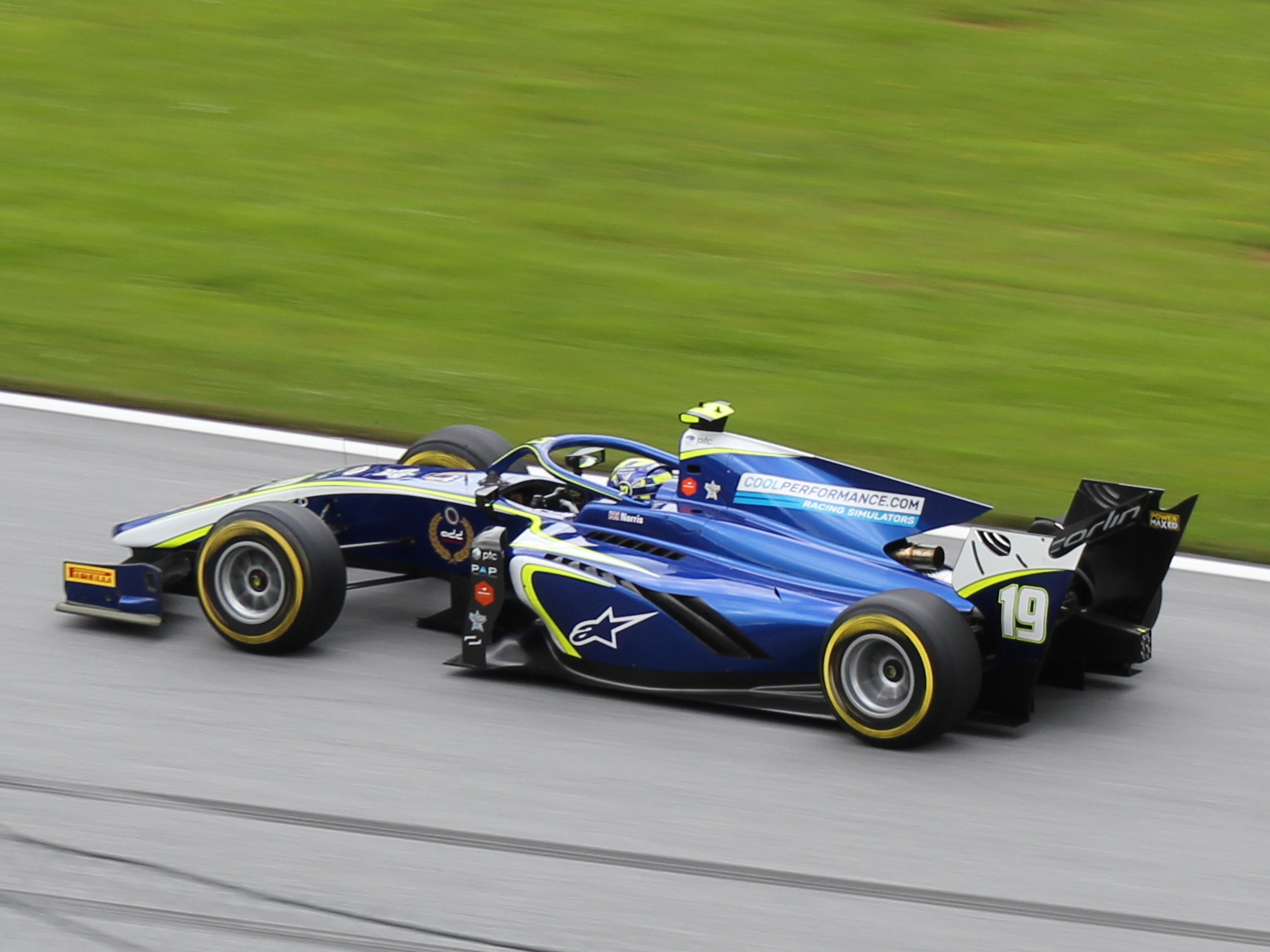
Norris corriendo para Carlin en la ronda de Spielberg de F2.

El fin de semana siguiente al Gran Premio de Macao, Norris debutó en el Campeonato de Fórmula 2 de la FIA con Campos Racing, sustituyendo a Ralph Boschung en la última ronda de la temporada 2017 en el circuito Yas Marina.
Norris compitió a tiempo completo en 2018, junto a Sérgio Sette Câmara en Carlin. Ganó la carrera inaugural en el circuito Internacional de Baréin desde la pole position. Sin embargo, esta resultaría ser su única victoria en carrera de la temporada. Consiguió puntos y podios para mantener el liderato del campeonato hasta la sexta ronda en Red Bull Ring, cuando George Russell lo superó en la clasificación. El británico se retiró de ambas carreras de la ronda de Sochi, lo que lo dejó fuera de la lucha por el campeonato y le hizo caer al tercer puesto de la clasificación por detrás de Alexander Albon, aunque se recuperó hasta el segundo puesto tras la ronda de Yas Marina.

### Fórmula 1
Tras obtener el Campeonato Europeo de Fórmula 3, Norris ingresó al Programa de Jóvenes Pilotos de McLaren, con posibilidades de participar en prácticas libres de Grandes Premios de Fórmula 1.
Participó como tercer piloto en los Grandes Premios de Bélgica e Italia de 2018, sustituyendo a Fernando Alonso y Stoffel Vandoorne, respectivamente. Repitió ese puesto en cinco carreras más a final de año.

#### McLaren (2019-)

##### 2019

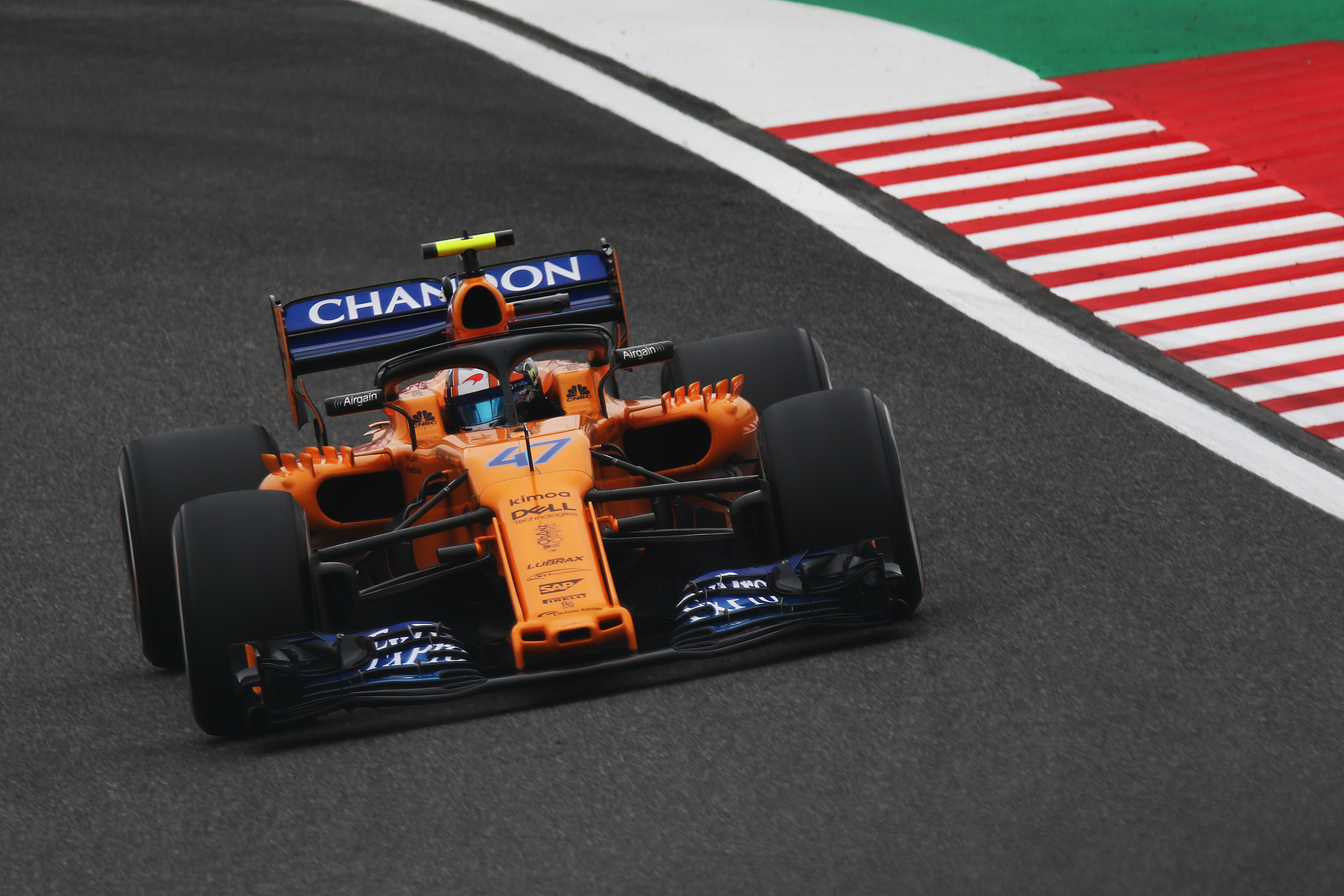
Norris en las prácticas del Gran Premio de Japón de 2018, sobre el McLaren MCL33.

El 3 de septiembre de 2018, Norris es confirmado por McLaren para ser piloto titular en la temporada 2019, en un contrato por dos años. El británico es compañero en la escudería de Carlos Sainz Jr., quien ocupa el lugar dejado por Vandoorne. En la segunda carrera, en el Gran Premio de Baréin, Norris sumó sus primeros puntos para el campeonato, finalizando sexto. Conseguiría puntos en la mayor parte de las carreras, finalizando en undécimo lugar en el campeonato de pilotos, varios puestos por detrás de su compañero de equipo.

##### 2020: Primer podio
En el inicio de la siguiente temporada, en Austria, una penalización de 5 segundos impuesta a Lewis Hamilton permitió que Lando subiera por primera vez al podio en la categoría, logrando además la vuelta rápida de la carrera. Se convirtió en el tercer piloto más joven en subir a un podio en la Fórmula 1. En la tercera carrera, en Hungría, Lando tendría su primera recaída quedando fuera de la zona de puntos en decimotercer lugar. Sin embargo, en las siguientes seis carreras lograría obtener puntos regularmente, siendo su mejor actuación en Monza, donde finalizaría cuarto. Estos resultados lo llevaron a ocupar el cuarto puesto en el campeonato hacía el Gran Premio de Rusia. En Sochi, una serie de accidentes en la primera vuelta lo llevaron a finalizar la carrera en decimoquinto lugar. En el Gran Premio de Eiffel, corría en tercer lugar hacía la mitad de la carrera, pero un fallo de motor lo llevó a abandonar en la vuelta 42. Los malos resultados continuaron en Portimão, donde Stroll chocó con el monoplaza de Norris, luego de intentar adelantarlo, tras lo cual no pudo recuperarse, acabando en decimotercer lugar. Lando continuaría la temporada con normalidad, logrando puntos en todas las carreras restantes. Con la temporada finalizada, Norris se ubicó en noveno lugar en el campeonato, con 97 puntos, mientras que su compañero Sainz acabó sexto con 105 puntos, lo cual llevó a McLaren a ocupar el tercer lugar en el campeonato de constructores.

##### 2021

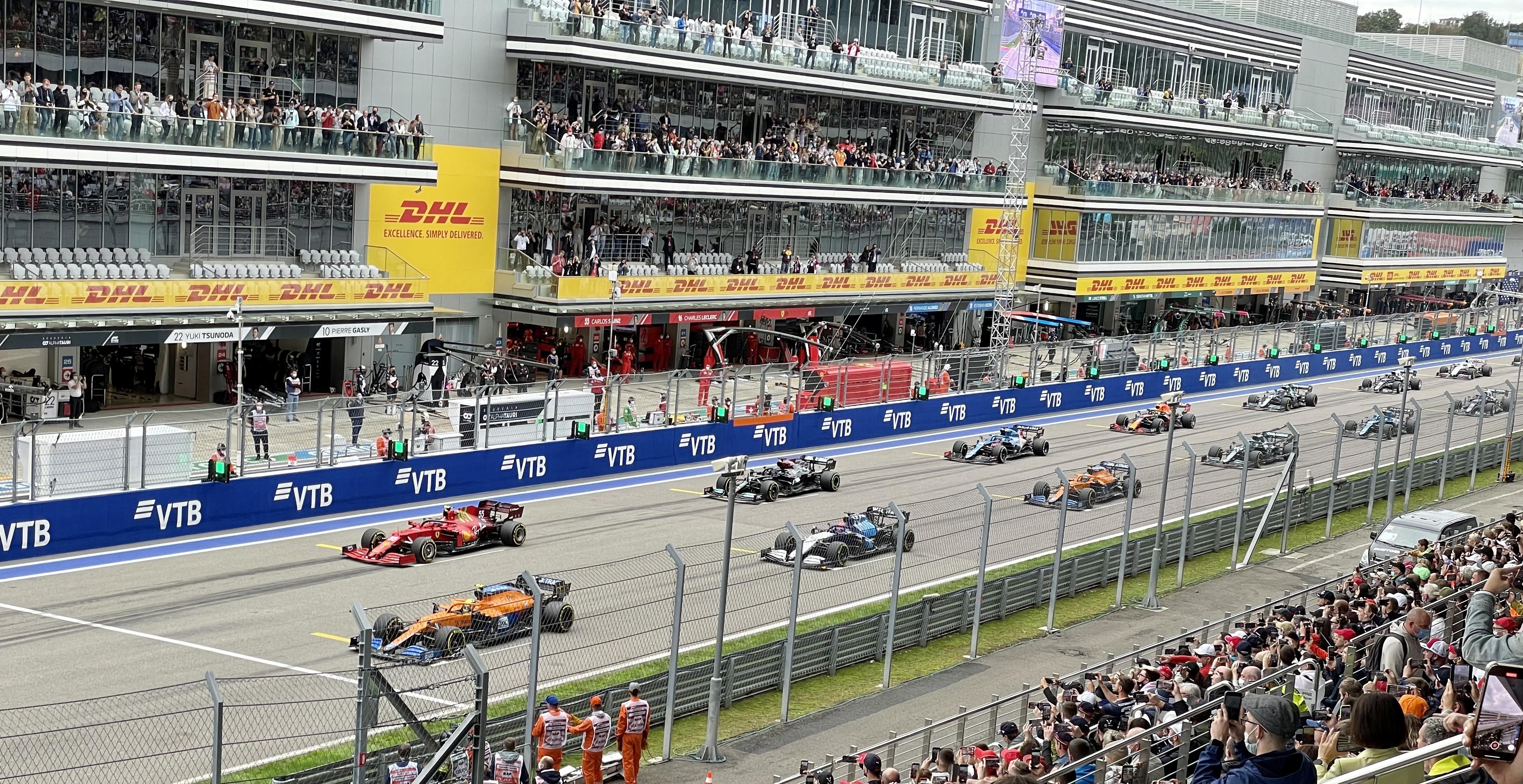
Norris encabezando la largada en el Gran Premio de Rusia, tras haber logrado su primera pole.

Tras la partida de Sainz hacía Ferrari, el equipo ficha al australiano Daniel Ricciardo como compañero de Norris para 2021. En la primera mitad de la temporada, Lando tendría un gran rendimiento ubicándose regularmente entre los 5 primeros puestos. En el Gran Premio de Emilia-Romaña, selló su primer podio en la temporada, acabando en tercera posición. Igual resultado, obtendría en Mónaco y Austria. Tras finalizar cuarto en la siguiente carrera, en Silverstone, Lando se posicionaba tercero en el campeonato, detrás de Hamilton y Verstappen. En Hungría, un choque múltiple en la primera vuelta, ocasionado por Bottas y Stroll, produjo su primer y único abandono en el año. En el caótico Gran Premio de Bélgica, una penalización por cambio de caja lo sentenció a finalizar decimocuarto. Distinta sería la situación en Monza, donde el equipo volvería al triunfo luego de 9 años, con Lando finalizando segundo detrás de Daniel quien se llevó la victoria. El 25 de septiembre, en Sochi, el equipo sonreía nuevamente: Norris lograba su primera pole position en la F1, siendo esta la primera para McLaren desde el Gran Premio de Brasil de 2012. Al día siguiente, tuvo un gran rendimiento en pista y estuvo a punto de conseguir su primera victoria en la Fórmula 1, pero en las últimas vueltas comenzó a llover y el piloto decidió no cambiar los neumáticos, creyendo que podría aguantar delante de Hamilton, quien era su inmediato perseguidor. Sin embargo, Lando empezó a perder el control de su coche y se vio obligado a hacer una parada en boxes, finalizando la carrera en séptima posición. Puntuó regularmente en el resto de carreras, aunque no al mismo nivel que a principios de año. Finalizó sexto el campeonato con 160 puntos, mientras que Daniel quedó octavo con 115.

##### 2022
En febrero de 2022, McLaren decide renovar contrato con Norris, asegurando su asiento en la parrilla hasta finales de 2025. El equipo no tiene un buen comienzo de la temporada, con ambos monoplazas quedando fuera de la zona de puntos en Baréin. No obstante, en Australia, Lando finaliza quinto delante de Daniel, quien termina sexto, con lo cual el equipo se posiciona cuarto con 24 puntos. En el Gran Premio de Emilia-Romaña, un despiste de Leclerc en la vuelta 53 permitió que Lando tomara su posición, finalizando en el podio en tercer lugar. El británico sufre su primer abandono del año en Miami, tras un toque con Gasly en la vuelta 40. Tiene una gran actuación en España, logrando finalizar en octavo lugar estando enfermo con amigdalitis. Con excepción en Canadá y Bélgica, Lando consigue puntos regularmente, terminando de media en la séptima posición, siendo su mejor resultado un cuarto puesto obtenido en Singapur. En Interlagos, un problema con la caja de cambios lo hace abandonar en la vuelta 50. Al final de la temporada, termina en séptimo puesto, mientras que el equipo queda en quinto lugar detrás de Alpine. 

##### 2023

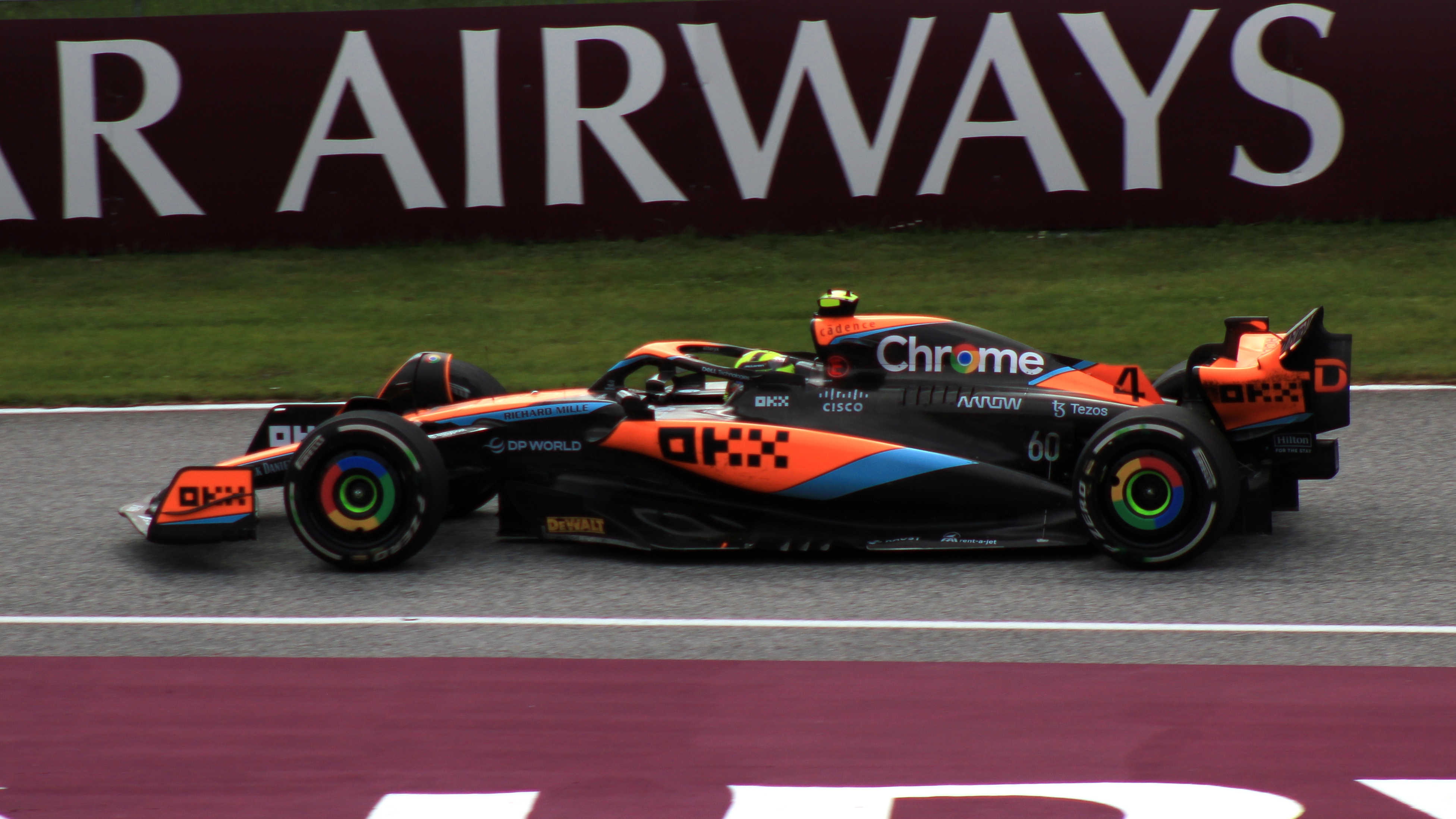
Lando Norris en el GP de Austria de 2023.

Para la temporada 2023, tiene como compañero al debutante australiano Oscar Piastri, quien reemplaza a su compatriota Daniel Ricciardo en el equipo. No es hasta el Gran Premio de Australia que el equipo logra puntuar, con Lando finalizando en sexto puesto y Oscar en octavo, conduciendo un coche poco competitivo. Pese al bajo rendimiento, en las siguientes 5 carreras, Lando suma puntos en Azerbaiyán y Mónaco, terminando en noveno lugar.  En la novena ronda del campeonato, en Austria, el equipo presenta un paquete de mejoras en su monoplaza, que le permiten terminar cuarto. En Silverstone, ambos pilotos se colocan al frente de la parrilla detrás de Verstappen, luego de una gran clasificación. En la carrera, luego de una intensa batalla con Hamilton, Lando termina segundo en el podio. Igual resultado repite en el Hungaroring, logrando por primera vez podios de forma consecutiva. Luego de tres carreras regulares, sube al podio nuevamente en Singapur, detrás de Sainz, tras luchar ambos con los pilotos de Mercedes por el liderato. En Japón y Catar, una buena clasificación, seguido de un buen ritmo en carrera, deja tanto a Lando como a su compañero Oscar en el podio. Posteriormente en México, una pésima clasificación lo obliga a partir desde la decimoséptima posición, para remontar en carrera hasta el quinto puesto, siendo considerada esta una de sus mejores actuaciones.Sella en Interlagos otro gran resultado al finalizar segundo. En Las Vegas sufre su primer abandono en la tercera vuelta, al perder el control de su monoplaza y estrellarse contra la pared de la ruta de escape.Para la ronda final en Abu Dabi, Norris peleaba el campeonato con Leclerc, Alonso y Sainz, definiéndose entre ellos desde la cuarta hasta la séptima posición. Clasifica y finaliza quinto en la carrera, quedando sexto en el campeonato con 205 puntos, siendo superado por Leclerc y Alonso por un punto. Por su parte, el equipo mejora y logra el cuarto puesto en el campeonato de constructores. 

##### 2024: Primera victoria
El 26 de enero, Norris y McLaren reafirman su compromiso mutuo con un nuevo contrato multianual que mantiene al británico más allá de la temporada 2026. En las primeras dos carreras, en Baréin y Arabia Saudita, suma puntos, terminando sexto y octavo respectivamente. En Australia, se confirma el buen arranque del equipo en el año, con Norris logrando su primer podio, en el tercer puesto, seguido de Piastri.Continúa sumando puntos en Japón, con un quinto puesto. El 5 de abril, la F1 regresa a China, luego de su última edición en 2019. En la clasificación sprint logra el primer puesto, sin embargo, una batalla con Hamilton en el arranque y una consiguiente salida de pista lo dejan en un rezagado sexto puesto.En la carrera del domingo, logra podio en segundo lugar, junto con los Red Bull. En Miami, tras un quinto puesto en clasificación, logra su primera victoria en la Fórmula 1.

## Vida personal
Norris nació en Bristol, hijo de Adam y Cisca Norris. Su padre es administrador de pensiones retirado y es una de las personas más ricas de Bristol, así como la persona 501 más rica del país. Su madre Cisca proviene de Flandes, Bélgica. Tiene tres hermanos, de los cuales es el segundo mayor: las hermanas menores Flo y Cisca, y un hermano mayor, Oliver, quien hasta 2014 estuvo involucrado en el karting a nivel competitivo. Norris posee nacionalidad británica y belga, y habla con fluidez el idioma flamenco-neerlandés.
En su infancia practicó equitación, quads y motociclismo antes de pasar a los karts después de que su padre lo llevara a ver el Campeonato Nacional Británico de Karting a los 7 años. Lando se educó en la escuela Millfield en Street, Somerset. Dejó los estudios sin recibir el Certificado General de Educación Secundaria (GCSE), pero estudió física y matemáticas con un tutor personal a tiempo completo. Más tarde, su familia se mudó a Glastonbury para permitirle convertirse en alumno externo y seguir su carrera como piloto, citando al expiloto de motociclismo Valentino Rossi como influencia. Al comienzo de su carrera en la Fórmula 1, inicialmente residió en Woking, cerca de la sede de McLaren, pero luego en 2022, por razones financieras, se mudó a Mónaco.
En 2021 y 2022 mantuvo una relación con la modelo portuguesa Luisa Oliveira. Durante su noviazgo, tanto Norris como su novia recibían constantes mensajes de odio y amenazas de muerte a través de las redes sociales.

## Resumen de carrera
| Temporada | Categoría                                 | Equipo                 | Carreras             | Victorias            | Poles                | VR                   | Podios               | Puntos               | Pos.                 |
| --------- | ----------------------------------------- | ---------------------- | -------------------- | -------------------- | -------------------- | -------------------- | -------------------- | -------------------- | -------------------- |
| 2014      | Campeonato Ginetta Junior                 | HHC Motorsport         | 20                   | 4                    | 8                    | 2                    | 11                   | 432                  | 3.º                  |
| 2015      | MSA Fórmula                               | Carlin                 | 30                   | 8                    | 10                   | 9                    | 14                   | 413                  | 1.º                  |
| 2015      | ADAC Fórmula 4                            | Mücke                  | 8                    | 1                    | 0                    | 3                    | 6                    | 131                  | 8.º                  |
| 2015      | Campeonato de Italia de Fórmula 4         | Mücke                  | 9                    | 0                    | 0                    | 3                    | 1                    | 51                   | 11.º                 |
| 2015      | Fórmula 4 BRDC - Trofeo de Invierno       | HHC Motorsport         | 4                    | 2                    | 1                    | 1                    | 4                    | 128                  | 5.º                  |
| 2016      | Eurocopa Fórmula Renault 2.0              | Josef Kaufmann Racing  | 15                   | 5                    | 6                    | 4                    | 12                   | 253                  | 1.º                  |
| 2016      | Fórmula Renault 2.0 NEC                   | Josef Kaufmann Racing  | 15                   | 6                    | 10                   | 4                    | 11                   | 316                  | 1.º                  |
| 2016      | Toyota Racing Series                      | M2 Competition         | 15                   | 6                    | 8                    | 5                    | 11                   | 924                  | 1.º                  |
| 2016      | BRDC Fórmula 3                            | Carlin                 | 11                   | 4                    | 4                    | 3                    | 8                    | 247                  | 8.º                  |
| 2016      | Campeonato Europeo de Fórmula 3 de la FIA | Carlin                 | 3                    | 0                    | 0                    | 0                    | 0                    | 0                    | NC                   |
| 2016      | Gran Premio de Macao                      | Carlin                 | 1                    | 0                    | 0                    | 0                    | 0                    | N/A                  | 11.º                 |
| 2017      | Campeonato Europeo de Fórmula 3 de la FIA | Carlin                 | 30                   | 9                    | 8                    | 8                    | 20                   | 441                  | 1.º                  |
| 2017      | Gran Premio de Macao                      | Carlin                 | 1                    | 0                    | 0                    | 0                    | 0                    | N/A                  | 2.º                  |
| 2017      | Campeonato de Fórmula 2 de la FIA         | Campos Racing          | 2                    | 0                    | 0                    | 0                    | 0                    | 0                    | 25.º                 |
| 2017      | Fórmula 1                                 | McLaren Honda          | Piloto de desarrollo | Piloto de desarrollo | Piloto de desarrollo | Piloto de desarrollo | Piloto de desarrollo | Piloto de desarrollo | Piloto de desarrollo |
| 2018      | Campeonato de Fórmula 2 de la FIA         | Carlin                 | 24                   | 1                    | 1                    | 1                    | 9                    | 219                  | 2.º                  |
| 2018      | WeatherTech SportsCar Championship - P    | United Autosports      | 1                    | 0                    | 0                    | 0                    | 0                    | 18                   | 50.º                 |
| 2018      | Fórmula 1                                 | McLaren F1 Team        | Piloto de pruebas    | Piloto de pruebas    | Piloto de pruebas    | Piloto de pruebas    | Piloto de pruebas    | Piloto de pruebas    | Piloto de pruebas    |
| 2019      | Fórmula 1                                 | McLaren F1 Team        | 21                   | 0                    | 0                    | 0                    | 0                    | 49                   | 11.º                 |
| 2020      | Fórmula 1                                 | McLaren F1 Team        | 17                   | 0                    | 0                    | 2                    | 1                    | 97                   | 9.º                  |
| 2021      | Fórmula 1                                 | McLaren F1 Team        | 22                   | 0                    | 1                    | 1                    | 4                    | 160                  | 6.º                  |
| 2022      | Fórmula 1                                 | McLaren F1 Team        | 22                   | 0                    | 0                    | 2                    | 1                    | 122                  | 7.º                  |
| 2023      | Fórmula 1                                 | McLaren Formula 1 Team | 22                   | 0                    | 0                    | 1                    | 7                    | 205                  | 6.º                  |
| 2024      | Fórmula 1                                 | McLaren Formula 1 Team | 24                   | 4                    | 8                    | 6                    | 13                   | 374                  | 2.º                  |
| 2025      | Fórmula 1                                 | McLaren Formula 1 Team | Disputándose         | Disputándose         | Disputándose         | Disputándose         | Disputándose         | Disputándose         | Disputándose         |
| Fuentes:  |                                           |                        |                      |                      |                      |                      |                      |                      |                      |

### Victorias en Fórmula 1
| N.º | Año  | Gran Premio                     | Equipo/Motor     | Circuito                         | Total |
| --- | ---- | ------------------------------- | ---------------- | -------------------------------- | ----- |
| 1   | 2024 | Gran Premio de Miami            | McLaren-Mercedes | Autódromo Internacional de Miami | 9     |
| 2   | 2024 | Gran Premio de los Países Bajos | McLaren-Mercedes | Circuito de Zandvoort            | 9     |
| 3   | 2024 | Gran Premio de Singapur         | McLaren-Mercedes | Circuito callejero de Marina Bay | 9     |
| 4   | 2024 | Gran Premio de Abu Dabi         | McLaren-Mercedes | Circuito Yas Marina              | 9     |
| 5   | 2025 | Gran Premio de Australia        | McLaren-Mercedes | Circuito de Albert Park          | 9     |
| 6   | 2025 | Gran Premio de Mónaco           | McLaren-Mercedes | Circuito de Mónaco               | 9     |
| 7   | 2025 | Gran Premio de Austria          | McLaren-Mercedes | Red Bull Ring                    | 9     |
| 8   | 2025 | Gran Premio de Gran Bretaña     | McLaren-Mercedes | Circuito de Silverstone          | 9     |
| 9   | 2025 | Gran Premio de Hungría          | McLaren-Mercedes | Hungaroring                      | 9     |

### Pole positionsen Fórmula 1
| N.º | Años | Gran Premio                       | Constructor      | Circuito                         | Total |
| --- | ---- | --------------------------------- | ---------------- | -------------------------------- | ----- |
| 1   | 2021 | Gran Premio de Rusia              | McLaren-Mercedes | Autódromo de Sochi               | 12    |
| 2   | 2024 | Gran Premio de España             | McLaren-Mercedes | Circuito de Barcelona-Cataluña   | 12    |
| 3   | 2024 | Gran Premio de Hungría            | McLaren-Mercedes | Hungaroring                      | 12    |
| 4   | 2024 | Gran Premio de los Países Bajos   | McLaren-Mercedes | Circuito de Zandvoort            | 12    |
| 5   | 2024 | Gran Premio de Italia             | McLaren-Mercedes | Autodromo Nazionale di Monza     | 12    |
| 6   | 2024 | Gran Premio de Singapur           | McLaren-Mercedes | Circuito callejero de Marina Bay | 12    |
| 7   | 2024 | Gran Premio de los Estados Unidos | McLaren-Mercedes | Circuito de las Américas         | 12    |
| 8   | 2024 | Gran Premio de São Paulo          | McLaren-Mercedes | Autódromo José Carlos Pace       | 12    |
| 9   | 2024 | Gran Premio de Abu Dabi           | McLaren-Mercedes | Circuito Yas Marina              | 12    |
| 10  | 2025 | Gran Premio de Australia          | McLaren-Mercedes | Circuito de Albert Park          | 12    |
| 11  | 2025 | Gran Premio de Mónaco             | McLaren-Mercedes | Circuito de Mónaco               | 12    |
| 12  | 2025 | Gran Premio de Austria            | McLaren-Mercedes | Red Bull Ring                    | 12    |
| 13  | 2025 | Gran Premio de Bélgica            | McLaren-Mercedes | Circuito de Spa-Francorchamps    | 12    |

### Vueltas rápidas en Fórmula 1
| N.º | Años | Gran Premio                     | Constructor      | Circuito                           | Total |
| --- | ---- | ------------------------------- | ---------------- | ---------------------------------- | ----- |
| 1   | 2020 | Gran Premio de Austria          | McLaren-Renault  | Red Bull Ring                      | 17    |
| 2   | 2020 | Gran Premio de Turquía          | McLaren-Renault  | Circuito de Estambul               | 17    |
| 3   | 2021 | Gran Premio de Rusia            | McLaren-Mercedes | Autódromo de Sochi                 | 17    |
| 4   | 2022 | Gran Premio de Mónaco           | McLaren-Mercedes | Circuito de Mónaco                 | 17    |
| 5   | 2022 | Gran Premio de Abu Dabi         | McLaren-Mercedes | Circuito Yas Marina                | 17    |
| 6   | 2023 | Gran Premio de São Paulo        | McLaren-Mercedes | Autódromo José Carlos Pace         | 17    |
| 7   | 2024 | Gran Premio de España           | McLaren-Mercedes | Circuito de Barcelona-Cataluña     | 17    |
| 8   | 2024 | Gran Premio de los Países Bajos | McLaren-Mercedes | Circuito de Zandvoort              | 17    |
| 9   | 2024 | Gran Premio de Italia           | McLaren-Mercedes | Autodromo Nazionale di Monza       | 17    |
| 10  | 2024 | Gran Premio de Azerbaiyán       | McLaren-Mercedes | Circuito callejero de Bakú         | 17    |
| 11  | 2024 | Gran Premio de Las Vegas        | McLaren-Mercedes | Circuito callejero de Las Vegas    | 17    |
| 12  | 2024 | Gran Premio de Catar            | McLaren-Mercedes | Circuito Internacional de Losail   | 17    |
| 13  | 2025 | Gran Premio de Australia        | McLaren-Mercedes | Circuito de Albert Park            | 17    |
| 14  | 2025 | Gran Premio de China            | McLaren-Mercedes | Circuito Internacional de Shanghái | 17    |
| 15  | 2025 | Gran Premio de Arabia Saudita   | McLaren-Mercedes | Circuito de la Corniche de Yeda    | 17    |
| 16  | 2025 | Gran Premio de Miami            | McLaren-Mercedes | Autódromo Internacional de Miami   | 17    |
| 17  | 2025 | Gran Premio de Mónaco           | McLaren-Mercedes | Circuito de Mónaco                 | 17    |

## Balance con compañeros de equipo en Fórmula 1
| Año     | Compañero        | Clasificación | Carrera      | Puntos       |
| ------- | ---------------- | ------------- | ------------ | ------------ |
| 2019    | Carlos Sainz Jr. | 11-10         | 5-9          | 49-96        |
| 2020    | Carlos Sainz Jr. | 9-8           | 6-7          | 97-105       |
| 2021    | Daniel Ricciardo | 15-7          | 14-6         | 160-115      |
| 2022    | Daniel Ricciardo | 20-2          | 15-4         | 122-37       |
| 2023    | Oscar Piastri    | 15-7          | 14-4         | 205-97       |
| 2024    | Oscar Piastri    | 20-4          | 16-8         | 374-292      |
| 2025    | Oscar Piastri    | Disputándose  | Disputándose | Disputándose |
| Fuente: |                  |               |              |              |

## Resultados

### Campeonato Europeo de Fórmula 3 de la FIA
(Clave) (negrita indica pole position) (cursiva indica vuelta rápida)

| Año      | Escudería | Motor      | 1     | 2       | 3     | 4     | 5     | 6       | 7       | 8     | 9         | 10      | 11       | 12    | 13       | 14      | 15    | 16    | 17        | 18      | 19    | 20      | 21      | 22    | 23    | 24      | 25      | 26    | 27        | 28        | 29       | 30       | Pos. | Puntos |
| -------- | --------- | ---------- | ----- | ------- | ----- | ----- | ----- | ------- | ------- | ----- | --------- | ------- | -------- | ----- | -------- | ------- | ----- | ----- | --------- | ------- | ----- | ------- | ------- | ----- | ----- | ------- | ------- | ----- | --------- | --------- | -------- | -------- | ---- | ------ |
| 2016     | Carlin    | Volkswagen | LEC 1 | LEC 2   | LEC 3 | HUN 1 | HUN 2 | HUN 3   | PAU 1   | PAU 2 | PAU 3     | RBR 1   | RBR 2    | RBR 3 | NOR 1    | NOR 2   | NOR 3 | ZAN 1 | ZAN 2     | ZAN 3   | SPA 1 | SPA 2   | SPA 3   | NÜR 1 | NÜR 2 | NÜR 3   | IMO 1   | IMO 2 | IMO 3     | HOC 1 Ret | HOC 2 16 | HOC 3 16 | NC†  | 0†     |
| 2017     | Carlin    | Volkswagen | SIL 1 | SIL 2 9 | SIL 3 | MNZ 1 | MNZ 2 | MNZ 3 2 | PAU 1 2 | PAU 2 | PAU 3 Ret | HUN 1 8 | HUN 2 14 | HUN 3 | NOR 1 11 | NOR 2 1 | NOR 3 | SPA 1 | SPA 2 Ret | SPA 3 1 | ZAN 1 | ZAN 2 3 | ZAN 3 1 | NÜR 1 | NÜR 2 | NÜR 3 1 | RBR 1 4 | RBR 2 | RBR 3 17† | HOC 1 2   | HOC 2 11 | HOC 3 4  | 1.º  | 441    |
| Fuentes: |           |            |       |         |       |       |       |         |         |       |           |         |          |       |          |         |       |       |           |         |       |         |         |       |       |         |         |       |           |           |          |          |      |        |

- † Como piloto invitado, no fue apto para puntuar.

### Gran Premio de Macao
| Año  | Escudería | Q | QR | Pos. |
| ---- | --------- | - | -- | ---- |
| 2016 | Carlin    | 9 | R  | 11   |
| 2017 | Carlin    | 2 | 7  | 2    |

### Campeonato de Fórmula 2 de la FIA
(Clave) (negrita indica pole position) (cursiva indica vuelta rápida puntuable)

| Año  | Escudería     | 1   | 1   | 2   | 2   | 3   | 3   | 4   | 4   | 5   | 5   | 6   | 6   | 7   | 7   | 8   | 8   | 9   | 9   | 10  | 10  | 11  | 11  | 12  | 12  | Pos. | Puntos | Ref.   |
| ---- | ------------- | --- | --- | --- | --- | --- | --- | --- | --- | --- | --- | --- | --- | --- | --- | --- | --- | --- | --- | --- | --- | --- | --- | --- | --- | ---- | ------ | ------ |
| 2017 | Campos Racing | SAK | SAK | BAR | BAR | MON | MON | BAK | BAK | SPI | SPI | SIL | SIL | BUD | BUD | SPA | SPA | MNZ | MNZ | JER | JER | YMC | YMC |     |     | 25.º | 0      | [ 58 ] |
| 2017 | Campos Racing |     |     |     |     |     |     |     |     |     |     |     |     |     |     |     |     |     |     |     |     | Ret | 13  |     |     | 25.º | 0      | [ 58 ] |
| 2018 | Carlin        | SAK | SAK | BAK | BAK | BAR | BAR | MON | MON | LEC | LEC | SPI | SPI | SIL | SIL | BUD | BUD | SPA | SPA | MNZ | MNZ | SOC | SOC | YMC | YMC | 2.º  | 219    | [ 59 ] |
| 2018 | Carlin        | 1   | 4   | 6   | 4   | 3   | 3   | 6   | 3   | 16  | 5   | 2   | 11  | 10  | 3   | 2   | 4   | 4   | 2   | 6   | 5   | Ret | Ret | 5   | 2   | 2.º  | 219    | [ 59 ] |

### Fórmula 1
(Clave) (negrita indica pole position) (cursiva indica vuelta rápida)

| Año     | Escudería              | 1      | 2      | 3       | 4      | 5       | 6      | 7       | 8      | 9      | 10      | 11       | 12     | 13      | 14     | 15    | 16     | 17     | 18      | 19     | 20     | 21       | 22    | 23      | 24    | Pos. | Puntos |
| ------- | ---------------------- | ------ | ------ | ------- | ------ | ------- | ------ | ------- | ------ | ------ | ------- | -------- | ------ | ------- | ------ | ----- | ------ | ------ | ------- | ------ | ------ | -------- | ----- | ------- | ----- | ---- | ------ |
| 2018    | McLaren F1 Team        | AUS    | BHR    | CHN     | AZE    | ESP     | MON    | CAN     | FRA    | AUT    | GBR     | GER      | HUN    | BEL TD  | ITA TD | SIN   | RUS TD | JPN TD | USA TD  | MEX TD | BRA TD | ABU      |       |         |       |      |        |
| 2019    | McLaren F1 Team        | AUS 12 | BHR 6  | CHN 18† | AZE 8  | ESP Ret | MON 11 | CAN Ret | FRA 9  | AUT 6  | GBR 11  | GER Ret  | HUN 9  | BEL 11† | ITA 10 | SIN 7 | RUS 8  | JPN 11 | MEX Ret | USA 7  | BRA 8  | ABU 8    |       |         |       | 11.º | 49     |
| 2020    | McLaren F1 Team        | AUT 3  | EST 5  | HUN 13  | GBR 5  | 70A 9   | ESP 10 | BEL 7   | ITA 4  | TOS 6  | RUS 15  | EIF Ret  | POR 13 | EMI 8   | TUR 8  | BHR 4 | SAK 10 | ABU 5  |         |        |        |          |       |         |       | 9.º  | 97     |
| 2021    | McLaren F1 Team        | BHR 4  | EMI 3  | POR 5   | ESP 8  | MON 3   | AZE 5  | FRA 5   | EST 5  | AUT 3  | GBR 4   | HUN Ret  | BEL 14 | NED 10  | ITA 2  | RUS 7 | TUR 7  | USA 8  | MEX 10  | SÃO 10 | QAT 9  | ARA 10   | ABU 7 |         |       | 6.º  | 160    |
| 2022    | McLaren F1 Team        | BHR 15 | ARA 7  | AUS 5   | EMI 35 | MIA Ret | ESP 8  | MON 6   | AZE 9  | CAN 15 | GBR 6   | AUT 7    | FRA 7  | HUN 7   | BEL 12 | NED 7 | ITA 7  | SIN 4  | JPN 10  | USA 6  | MEX 9  | SÃO Ret7 | ABU 6 |         |       | 7.º  | 122    |
| 2023    | McLaren Formula 1 Team | BHR 17 | ARA 17 | AUS 6   | AZE 9  | MIA 17  | MON 9  | ESP 17  | CAN 13 | AUT 4  | GBR 2   | HUN 2    | BEL 76 | NED 7   | ITA 8  | SIN 2 | JPN 2  | QAT 3  | USA 24  | MEX 5  | SÃO 2  | LVG Ret  | ABU 5 |         |       | 6.º  | 205    |
| 2024    | McLaren Formula 1 Team | BHR 6  | ARA 8  | AUS 3   | JPN 5  | CHN 26  | MIA 1  | EMI 2   | MON 4  | CAN 2  | ESP 2   | AUT 20†3 | GBR 3  | HUN 2   | BEL 5  | NED 1 | ITA 3  | AZE 4  | SIN 1   | USA 43 | MEX 2  | SÃO 61   | LVG 6 | QAT 102 | ABU 1 | 2.º  | 374    |
| 2025*   | McLaren Formula 1 Team | AUS 1  | CHN 28 | JPN 2   | BHR 3  | ARA 4   | MIA 21 | EMI 2   | MON 1  | ESP 2  | CAN 18† | AUT 1    | GBR 1  | BEL 23  | HUN 1  | NED   | ITA    | AZE    | SIN     | USA    | MEX    | SÃO      | LVG   | QAT     | ABU   | 2.º  | 275    |
| Fuente: |                        |        |        |         |        |         |        |         |        |        |         |          |        |         |        |       |        |        |         |        |        |          |       |         |       |      |        |

- * Temporada en progreso.